# Alvéographe
Un alvéographe ou  extensimètre est un appareil permettant de déterminer en boulangerie le comportement mécanique d'une pâte de farine, sa « force boulangère ». Il utilise pour cela leur déformation par pression d'air.

## Principe
Un alvéographe permet de connaître les critères alvéographiques d’un blé ou d’une farine permet de déterminer sa valeur boulangère (force de la pâte ou force boulangère),.
Il mesure quatre paramètres fondamentaux, :
- P : indice de la ténacité de la pâte, une valeur de pression exprimée en mm H2O [5]. Plus les valeurs sont élevées, plus la quantité d'eau requise pour avoir la bonne consistance et le bon rendement pour la cuisson est élevée ;
- L : indice d'extensibilité de la pâte, exprimé en mm[5], qui indique la capacité à avoir une porosité (alvéoles) dans un pain ;
- W : indûment appelé indice de force, étant une énergie. Elle s'exprime en joules et est l'énergie nécessaire pour gonfler une bulle de pâte jusqu'à sa rupture [5],[6]. Elle est proportionnelle à la zone sous-tendue par la courbe de l'alvéogramme[6]. C’est la valeur boulangère[2].
- G : indice de gonflement[7] donné par la racine carrée du volume d'air nécessaire pour briser une bulle de pâte[5], il représente la capacité à briser la bulle de la pâte.

## Histoire
Inventé par Marcel Chopin à la fin des années 1920.